# Narathura farquhari
Narathura farquhari är en fjärilsart som beskrevs av William Lucas Distant 1885. Narathura farquhari ingår i släktet Narathura och familjen juvelvingar. Inga underarter finns listade i Catalogue of Life.